# Abel Ayerza
Abel Ayerza (Buenos Aires, 21 de mayo de 1861 - 14 de julio de 1918) fue un médico argentino. Es el descubridor de la Enfermedad de Ayerza, de naturaleza cardiológica.

## Biografía
Hijo del también médico de origen vasco, Toribio Ayerza. Fue un católico fervoroso, casado con Adela Arning y padre de 11 hijos.
Realizó sus estudios secundarios en el Colegio del Salvador. Integró la Facultad de Medicina en 1872. En 1882 era ya practicante externo del Hospital de Mujeres; y en 1884, practicante interno del Hospital de Clínicas. En 1885 realizó sus prácticas como médico interno en el Hospital de Clínicas, donde realizó su tesis  con el título “Observaciones Clínicas”, apadrinado por el Dr. Ignacio Pirovano.  Se doctoró con Medalla de Oro en 1886.
Dos años después, se desplazó a París para proseguir su perfeccionamiento en examen neurológico y en auscultación cardiopulmonar. El profesor Jaccoud le introdujo en la nosología ordenada y en el análisis lógico cartesiano.
De regreso a Buenos Aires, Abel Ayerza obtuvo la plaza de Profesor Titular de la primera Cátedra de Clínica Médica de la Facultad de Medicina de la Universidad de Buenos Aires en 1897, la máxima jerarquía docente, donde su particular estilo educativo extendió su fama rápidamente.
Presidente de la Asociación Médica Argentina entre 1900 y 1901. Consejero de la Facultad de Ciencias Médicas durante el período 1906-1912. Miembro titular de la Academia Nacional de Medicina desde el 24 de octubre de 1914 (ocupando el sitial número 4).
Autor de más de 200 publicaciones científicas. Abel Ayerza es el primer nombre propio argentino que ha sido introducido en la historia de la medicina mundial (“Enfermedad de Ayerza”).
Ayerza fue pionero en dar a conocer la medicina argentina en el exterior, mediante trabajos como su descripción del corazón pulmonar crónico con anoxemia, también denominado de cardíacos negros, y en cuyo honor es designado como Enfermedad de Ayerza en los tratados de cardiología.
En 1932, su hijo Abel Ayerza Arning sería secuestrado y asesinado por integrantes de la mafia de Juan Galiffi, teniendo este suceso una gran repercusión pública.